# Bandera del Departamento de Canelones
La Bandera de Canelones, junto al escudo y al himno, es uno de los símbolos oficiales del departamento de Uruguay. El 18 de junio de 2010 se entregaron los premios a los ganadores del Concurso promovido en 2009 por la Comisión de Patrimonio, la Dirección de Cultura y la Junta Departamental de Canelones para la creación de la bandera y la modificación del escudo departamental vigente desde la dictadura. 
Las bases del concurso estipulaban que en la bandera debían estar representados Canelones, como cuna del Pabellón Nacional, y el ideario artiguista. La bandera es rectangular con fondo blanco, nueve franjas azules, que recuerdan al primer pabellón, y una franja roja que atraviesa la bandera, igual a la franja que atraviesa la Bandera de Artigas.
El autor del diseño es Edgardo Taranco, oriundo de la ciudad de Santa Lucía. El jurado que falló en el concurso estuvo integrado por el edil Alfredo Mazzei en representación de la Junta Departamental de Canelones, el profesor Alfredo Fernández, Director de Cultura en representación de la Intendencia de Canelones y el doctor Luis Rodríguez Díaz, representante del Ministerio de Educación y Cultura. La bandera fue elegida por mayoría.
El pabellón al cual hacían referencia las bases del concurso fue el segundo pabellón, adoptado el 16 de diciembre de 1828 mediante un decreto-ley. Tenía nueve franjas celestes que representaban a los departamentos en los cuales se dividía el territorio uruguayo en esa época: Canelones, Cerro Largo, Colonia, Durazno, Maldonado, Montevideo, Paysandú, San José y Soriano. Fue la bandera oficial hasta el 12 de julio de 1830, en que fue sustituida por la actual. 
Las primeras sesiones de la Asamblea General Constituyente y Legislativa del Estado, luego de firmada la Convención Preliminar de Paz que consagró la creación del Estado Oriental del Uruguay, se llevaron a cabo en San José de Mayo y continuaron en Villa Guadalupe (actual Canelones). Fue allí donde el gobernador provisorio, Joaquín Suárez, planteó la necesidad de contar con un pabellón nacional, ya que hasta ese momento se utilizaba el del Congreso de la Florida. 
El 25 de agosto de 1825 el Congreso de la Florida había dictado la "Ley de Pabellón" que declaraba que el pabellón de la Provincia Oriental estaría "compuesto de tres franjas horizontales celeste, blanca y punzó... hasta tanto que, incorporados los diputados de esta Provincia a la soberanía nacional, se enarbole el reconocido por las provincias del Río de la Plata a que pertenece". 